# Presidente del Gabinete de Ministros de Kirguistán
El presidente del Gabinete de Ministros de la República Kirguisa (en kirguís: Кыргыз Республикасынын Министрлер Кабинетинин төрагасы) es el jefe de Gobierno de la República Kirguisa y ejercer, junto al presidente de la República, el poder ejecutivo. 
Actualmente el cargo es ocupado desde el 16 de diciembre de 2024 por Adylbek Kasymaliev.

## Cambio constitucional
Desde su independencia hasta 2010 Kirguistán fue una república presidencialista con amplios poderes para el presidente. Consecuentemente el primer ministro, que se denominaba primer ministro de la República Kirguisa, tenía poderes limitados.
El 27 de junio de 2010 se aprobó un referéndum que incluía una serie de cambios importantes en la estructura política del país. De acuerdo a la nueva Constitución aprobada, se establece un sistema de balances entre el Ejecutivo, el Legislativo y el presidente inéditos en la región de Asia Central.  El país se transformó en una república parlamentaria, el poder ejecutivo corresponde al presidente del Gabinete de Ministros y su gobierno. Mantiene gran parte de las atribuciones ejecutivas, aunque muchas de ellas tienen que ser aprobadas previamente por el parlamento.
La figura del presidente es la que más recortes ha sufrido con la reforma constitucional. Sigue manteniendo el papel de jefe del Estado, con prerrogativas sobre el ejército y los organismos de seguridad estatal. Pero, por ejemplo, sus mandatos se han reducido a solo uno de seis años de duración, y el parlamento ejerce un mayor control sobre su figura.

## Características

### Elección
La Constitución determina en su artículo 84 que tras las elecciones parlamentarias, el partido o la coalición que tenga la mitad de los escaños presentará, en un plazo de 25 días desde la primera sesión del Consejo Supremo, su candidato al cargo. Este candidato deberá presentar al Consejo Supremo su programa, la estructura y composición del Gobierno. 
De no conseguir el beneplácito de la cámara legislativa o no obtener mayoría parlamentaria ningún partido, será el presidente de la República el que proponga a uno de los partidos un candidato. De no ser aceptada tampoco esta será el segundo partido. Si tras este tiempo no hay un gobierno formado, será el presidente por iniciativa propia quien nombre al presidente del Gabinete de Ministros.
Según el artículo 72 de la Constitución kirguisa un diputado del Consejo Supremo puede ser designado para el puesto de presidente del Gabinete, conservando el mandato y el derecho a votar en las sesiones plenarias del Consejo Supremo. El procedimiento de ejecución y limitación de otros poderes de un diputado designado para el puesto de presidente del Gabinete de Ministros o se definirá por ley. La renuncia, el relevo del cargo o el cese en el ejercicio de las funciones de presidente del Gabinete o primer vice primer ministro dará lugar a la restauración total de los poderes de un diputado.

### Mandato
Constitucionalmente el presidente del Gabinete no tiene un mandato definido en el tiempo ya que depende del Consejo Supremo o en los casos de dimisión, incapacidad o fallecimiento.
En caso de no aprobarse el programa, definir la estructura y composición del Gobierno, el presidente de la República convocará elecciones anticipadas al Consejo Supremo. En tal caso, el Gobierno ejercerá sus funciones hasta que tome posesión el nuevo gobierno. En caso de que la coalición de partidos gobernante pierda la condición de mayoría parlamentaria, el Gobierno dimitirá y se creará un nuevo Gobierno. 
También el Consejo Supremo puede considerar una cuestión de censura al Gobierno por iniciativa de un tercio del número total de diputados. La resolución sobre la censura al Gobierno será adoptada por la mayoría del número total de diputados. Tras la expresión de censura al Gobierno, el presidente de la República tendrá derecho a tomar una decisión sobre la destitución del Gobierno o estar en desacuerdo con la decisión tomada por la cámara legislativa. En caso de que en el plazo de tres meses el Consejo Supremo adopte reiteradamente la decisión de no confiar en el Gobierno, el presidente destituirá al Gobierno (artículo 85).
El presidente del Gabinete podrá pedir al Consejo Supremo un voto de confianza en el Gobierno como máximo dos veces al año. Si el Consejo Supremo se niega a expresar su confianza en el Gobierno, en el plazo de cinco días laborables el presidente tomará la decisión de destituir al Gobierno o de convocar elecciones anticipadas (artículo 86)

### Facultades constitucionales
El Gobierno será responsable ante el Consejo Supremo, por tanto, el presidente del Gabinete presentará un informe anual sobre la labor del Gobierno en el Consejo Supremo. Dentro de sus facultades el presidente del Gabinete tiene una serie de facultades constitucionales:
a) Como miembro del Ejecutivo según el artículo 88 entre otras:
- Garantizar la aplicación de la Constitución y las leyes
- Ejecutar la política interior y exterior del Estado.
- Adoptar medidas para garantizar el orden público, los derechos y libertades de los ciudadanos, proteger el orden público y combatir la delincuencia;
- Garantizar la aplicación de medidas destinadas a proteger la soberanía del Estado, la integridad territorial, la protección del orden constitucional, así como las medidas para fortalecer la capacidad de defensa, la seguridad nacional y el orden público.
- Garantizar la aplicación de la política financiera, de precios, arancelaria, de inversiones y fiscal.
- Elaborar y presentar al Consejo Supremo el presupuesto de la República, así como

b) Como jefe del Gobierno según el artículo 89:
- Dirigirá la labor del Gobierno, asumirá la responsabilidad personal de su desempeño ante el Consejo Supremo
- Garantizará la aplicación de la Constitución y las leyes por todos los organismos del poder ejecutivo.
- Conducirá las negociaciones y firmará los tratados internacionales.
- Dirigirá las reuniones del Gobierno.
- Firmará las resoluciones y órdenes del Gobierno; garantizará su ejecución.
- Nombrará y destituirá a los jefes de los organismos administrativos.
- Nombrará y destituirá a los jefes de las administraciones públicas locales.
- Ejercerá otros poderes previstos en la presente Constitución y las leyes.

## Lista de primeros ministros (desde 1991)
| #                                                                                                  | Nombre                                                   | Nombre                                                   | Nombre                                                       | Inicio                                                   | Final                                                    | Partido                                                  | Elecciones                                               | Presidente                               | Presidente                               | Presidente |
| -------------------------------------------------------------------------------------------------- | -------------------------------------------------------- | -------------------------------------------------------- | ------------------------------------------------------------ | -------------------------------------------------------- | -------------------------------------------------------- | -------------------------------------------------------- | -------------------------------------------------------- | ---------------------------------------- | ---------------------------------------- | ---------- |
| Primer ministro de la República de Kirguistán (República soberana de la Unión Soviética 1990-1991) |                                                          |                                                          |                                                              |                                                          |                                                          |                                                          |                                                          |                                          |                                          |            |
| 1.º                                                                                                |                                                          |                                                          | Nasirdin Isanov Насирдин Исанович (1943-1991)                | 21 de enero de 1991                                      | 31 de agosto de 1991                                     | Indep.                                                   | [ 2 ]                                                    |                                          | Askar Akáyev (1990-2005)                 |            |
| Primer ministro de la República de Kirguistán (sistema presidencialista)                           |                                                          |                                                          |                                                              |                                                          |                                                          |                                                          |                                                          |                                          | Askar Akáyev (1990-2005)                 |            |
| 1.º                                                                                                |                                                          |                                                          | Nasirdin Isanov Насирдин Исанович (1943-1991)                | 31 de agosto de 1991                                     | 29 de noviembre de 1991                                  | Indep.                                                   | [ 2 ]                                                    |                                          | Askar Akáyev (1990-2005)                 |            |
| -                                                                                                  |                                                          |                                                          | Andrei Iordan Андрей Иордан (1934-2006)                      | 29 de noviembre de 1991                                  | 10 de febrero de 1992                                    | Indep.                                                   | [ 2 ]                                                    |                                          | Askar Akáyev (1990-2005)                 |            |
| 2.º                                                                                                |                                                          |                                                          | Tursunbek Chyngyshev Турсунбек Чынгышев (n. 1942)            | 10 de febrero de 1992                                    | 13 de diciembre de 1993                                  | Indep.                                                   | [ 2 ]                                                    |                                          | Askar Akáyev (1990-2005)                 |            |
| -                                                                                                  |                                                          |                                                          | Almanbet Matubraimov Алманбет Матубраимович (n. 1952)        | 13 de diciembre de 1993                                  | 14 de diciembre de 1993                                  | Indep.                                                   | [ 2 ]                                                    |                                          | Askar Akáyev (1990-2005)                 |            |
| 3.º                                                                                                |                                                          |                                                          | Apas Jumagulov Апас Жумагулов (n. 1934)                      | 14 de diciembre de 1993                                  | 14 de marzo de 1998                                      | Indep.                                                   | [ 2 ]                                                    |                                          | Askar Akáyev (1990-2005)                 |            |
| 4.º                                                                                                |                                                          |                                                          | Kubanychbek Jumaliyev Кубанычбек Жумалиев (n. 1956)          | 14 de marzo de 1998                                      | 23 de diciembre de 1998                                  | Indep.                                                   | [ 2 ]                                                    |                                          | Askar Akáyev (1990-2005)                 |            |
| -                                                                                                  |                                                          |                                                          | Boris Silayev Борис Силаев (n. 1946)                         | 23 de diciembre de 1998                                  | 25 de diciembre de 1998                                  | Indep.                                                   | [ 2 ]                                                    |                                          | Askar Akáyev (1990-2005)                 |            |
| 5.º                                                                                                |                                                          |                                                          | Jumabek Ibraimov Жумабек Ибраимов (1944-1999)                | 25 de diciembre de 1998                                  | 4 de abril de 1999                                       | Indep.                                                   | [ 2 ]                                                    |                                          | Askar Akáyev (1990-2005)                 |            |
| -                                                                                                  |                                                          |                                                          | Boris Silayev Борис Силаев (n. 1946)                         | 4 de abril de 1999                                       | 13 de abril de 1999                                      | Indep.                                                   | [ 2 ]                                                    |                                          | Askar Akáyev (1990-2005)                 |            |
| 6.º                                                                                                |                                                          |                                                          | Amangeldy Muraliyev ангелди Муралиев (n. 1947)               | 13 de abril de 1999                                      | 21 de diciembre de 2000                                  | Indep.                                                   | [ 2 ]                                                    |                                          | Askar Akáyev (1990-2005)                 |            |
| 7.º                                                                                                |                                                          |                                                          | Kurmanbek Bakíev Курманбек Бакиев (n. 1949)                  | 21 de diciembre de 2000                                  | 22 de mayo de 2002                                       | Indep.                                                   | [ 2 ]                                                    |                                          | Askar Akáyev (1990-2005)                 |            |
| 8.º                                                                                                |                                                          |                                                          | Nikolai Tanayev Николай Танаев (1945-2020)                   | 22 de mayo de 2002                                       | 25 de marzo de 2005                                      | Indep.                                                   | [ 2 ]                                                    |                                          | Askar Akáyev (1990-2005)                 |            |
| 8.º                                                                                                |                                                          | Ishenbai Kadyrbeko (2005)                                | Nikolai Tanayev Николай Танаев (1945-2020)                   | 22 de mayo de 2002                                       | 25 de marzo de 2005                                      | Indep.                                                   | [ 2 ]                                                    |                                          |                                          |            |
| -                                                                                                  |                                                          |                                                          | Kurmanbek Bakíev Курманбек Салиевич Бакиев (n. 1949)         | 25 de marzo de 2005                                      | 28 de marzo de 2005                                      | Indep.                                                   | [ 2 ]                                                    | Él mismo como presidente interino (2005) | Él mismo como presidente interino (2005) |            |
| 9.º                                                                                                |                                                          | 28 de marzo de 2005                                      | Kurmanbek Bakíev Курманбек Салиевич Бакиев (n. 1949)         | 20 de junio de 2005                                      | Ak Jol                                                   |                                                          | [ 2 ]                                                    | Kurmanbek Bakíev (2005-2010)             |                                          |            |
| -                                                                                                  |                                                          |                                                          | Medetbek Kerimkulov Медетбек Керимкулов (n. 1949)            | 20 de junio de 2005                                      | 10 de julio de 2005                                      | Indep.                                                   | [ 2 ]                                                    | Kurmanbek Bakíev (2005-2010)             |                                          |            |
| 10.º                                                                                               |                                                          |                                                          | Kurmanbek Bakíev Курманбек Салиевич Бакиев (n. 1949)         | 10 de julio de 2005                                      | 15 de agosto de 2005                                     | Ak Jol                                                   | [ 2 ]                                                    | Kurmanbek Bakíev (2005-2010)             |                                          |            |
| -                                                                                                  |                                                          |                                                          | Felix Kulov Феликс Кулов (n. 1948)                           | 15 de agosto de 2005                                     | 1 de septiembre de 2005                                  | Ar-Namys                                                 | [ 2 ]                                                    | Kurmanbek Bakíev (2005-2010)             |                                          |            |
| 11.º                                                                                               |                                                          | 1 de septiembre de 2005                                  | Felix Kulov Феликс Кулов (n. 1948)                           | 29 de enero de 2007                                      |                                                          | Ar-Namys                                                 | [ 2 ]                                                    | Kurmanbek Bakíev (2005-2010)             |                                          |            |
| 12.º                                                                                               |                                                          |                                                          | Azim Isabekov Азим Исабеков (n. 1960)                        | 29 de enero de 2007                                      | 29 de marzo de 2007                                      | Ar-Namys                                                 | [ 2 ]                                                    | Kurmanbek Bakíev (2005-2010)             |                                          |            |
| 13.º                                                                                               |                                                          |                                                          | Almazbek Atambáyev Алмазбек Атамбаев (n. 1956)               | 29 de marzo de 2007                                      | 28 de noviembre de 2007                                  | SDPK                                                     | [ 2 ]                                                    | Kurmanbek Bakíev (2005-2010)             |                                          |            |
| -                                                                                                  |                                                          |                                                          | Iskenderbek Aidaraliyev (n. 1955)                            | 28 de noviembre de 2007                                  | 24 de diciembre de 2007                                  | Indep.                                                   | [ 2 ]                                                    | Kurmanbek Bakíev (2005-2010)             |                                          |            |
| 14.º                                                                                               |                                                          |                                                          | Igor Chudinov Игорь Чудинов (n. 1961)                        | 24 de diciembre de 2007                                  | 21 de octubre de 2009                                    | Ak Jol                                                   | [ 2 ]                                                    | Kurmanbek Bakíev (2005-2010)             |                                          |            |
| 15.º                                                                                               |                                                          |                                                          | Daniar Usenov Данияр Үсөнов (n. 1960)                        | 21 de octubre de 2009                                    | 7 de abril de 2010                                       | Ak Jol                                                   |                                                          | Kurmanbek Bakíev (2005-2010)             |                                          |            |
| Primer ministro de la República de Kirguistán (sistema parlamentario)                              |                                                          |                                                          |                                                              |                                                          |                                                          |                                                          |                                                          |                                          |                                          |            |
| Puesto vacante del 7 de abril al 17 de diciembre de 2010                                           | Puesto vacante del 7 de abril al 17 de diciembre de 2010 | Puesto vacante del 7 de abril al 17 de diciembre de 2010 | Puesto vacante del 7 de abril al 17 de diciembre de 2010     | Puesto vacante del 7 de abril al 17 de diciembre de 2010 | Puesto vacante del 7 de abril al 17 de diciembre de 2010 | Puesto vacante del 7 de abril al 17 de diciembre de 2010 | Puesto vacante del 7 de abril al 17 de diciembre de 2010 |                                          | Roza Otunbáyeva Interina (2010)          |            |
| Puesto vacante del 7 de abril al 17 de diciembre de 2010                                           | Puesto vacante del 7 de abril al 17 de diciembre de 2010 | Puesto vacante del 7 de abril al 17 de diciembre de 2010 | Puesto vacante del 7 de abril al 17 de diciembre de 2010     | Puesto vacante del 7 de abril al 17 de diciembre de 2010 | Puesto vacante del 7 de abril al 17 de diciembre de 2010 | Puesto vacante del 7 de abril al 17 de diciembre de 2010 | Puesto vacante del 7 de abril al 17 de diciembre de 2010 | Roza Otunbáyeva (2010-2011)              |                                          |            |
| 16.º                                                                                               |                                                          |                                                          | Almazbek Atambáyev Алмазбек Атамбаев (n. 1956)               | 17 de diciembre de 2010                                  | 23 de septiembre de 2011                                 | SDPK                                                     | 2010                                                     |                                          |                                          |            |
| -                                                                                                  |                                                          |                                                          | Omurbek Babanov Өмүрбек Бабанов (n. 1970)                    | 23 de septiembre de 2011                                 | 14 de noviembre de 2011                                  | RAZ                                                      | 2010                                                     |                                          |                                          |            |
| 17.º                                                                                               |                                                          |                                                          | Almazbek Atambáyev Алмазбек Атамбаев (n. 1956)               | 14 de noviembre de 2011                                  | 1 de diciembre de 2011                                   | SDPK                                                     | 2010                                                     |                                          |                                          |            |
| -                                                                                                  |                                                          |                                                          | Omurbek Babanov Өмүрбек Бабанов (n. 1970)                    | 1 de diciembre de 2011                                   | 24 de diciembre de 2011                                  | RAZ                                                      | 2010                                                     |                                          | Almazbek Atambáyev (2011-2017)           |            |
| 18.º                                                                                               |                                                          | 24 de diciembre de 2011                                  | Omurbek Babanov Өмүрбек Бабанов (n. 1970)                    | 1 de septiembre de 2012                                  |                                                          | RAZ                                                      | 2010                                                     |                                          | Almazbek Atambáyev (2011-2017)           |            |
| -                                                                                                  |                                                          |                                                          | Aaly Karashev Өмүрбек Бабанов (n. 1968)                      | 1 de septiembre de 2012                                  | 6 de septiembre de 2012                                  | RAZ                                                      | 2010                                                     |                                          | Almazbek Atambáyev (2011-2017)           |            |
| 19.º                                                                                               |                                                          |                                                          | Zhantoro Satybaldiyev Жантөрө Сатыбалдиев (n. 1956)          | 6 de septiembre de 2012                                  | 25 de marzo de 2014                                      | Indep.                                                   | 2010                                                     |                                          | Almazbek Atambáyev (2011-2017)           |            |
| -                                                                                                  |                                                          |                                                          | Dzhoomart Otorbáyev Джоомарт Оторбаев (n. 1955)              | 25 de marzo de 2014                                      | 3 de abril de 2014                                       | Ata-Meken                                                | 2010                                                     |                                          | Almazbek Atambáyev (2011-2017)           |            |
| 20.º                                                                                               |                                                          | 3 de abril de 2014                                       | Dzhoomart Otorbáyev Джоомарт Оторбаев (n. 1955)              | 1 de mayo de 2015                                        |                                                          | Ata-Meken                                                | 2010                                                     |                                          | Almazbek Atambáyev (2011-2017)           |            |
| 21.º                                                                                               |                                                          |                                                          | Temir Sariyev Темир Сариев (n. 1963)                         | 1 de mayo de 2015                                        | 13 de abril de 2016                                      | Akshumkar                                                | 2010                                                     |                                          | Almazbek Atambáyev (2011-2017)           |            |
| 21.º                                                                                               | 2015                                                     |                                                          | Temir Sariyev Темир Сариев (n. 1963)                         | 1 de mayo de 2015                                        | 13 de abril de 2016                                      | Akshumkar                                                |                                                          |                                          | Almazbek Atambáyev (2011-2017)           |            |
| 22.º                                                                                               |                                                          |                                                          | Sooronbay Jeenbekov Сооронбай Жээнбеков (n. 1958)            | 13 de abril de 2016                                      | 22 de agosto de 2017                                     | SDPK                                                     |                                                          |                                          | Almazbek Atambáyev (2011-2017)           |            |
| -                                                                                                  |                                                          |                                                          | Muhammetkaliy Abulgaziyev Мухамметкалый Абылгазиев (n. 1955) | 22 de agosto de 2017                                     | 26 de agosto de 2017                                     | Indep.                                                   |                                                          |                                          | Almazbek Atambáyev (2011-2017)           |            |
| 23.º                                                                                               |                                                          |                                                          | Sapar Isakov Сапар Исаков (n. 1977)                          | 26 de agosto de 2017                                     | 19 de abril de 2018                                      | SDPK                                                     |                                                          |                                          | Almazbek Atambáyev (2011-2017)           |            |
| 23.º                                                                                               |                                                          | Sooronbay Jeenbekov (2017-2020)                          | Sapar Isakov Сапар Исаков (n. 1977)                          | 26 de agosto de 2017                                     | 19 de abril de 2018                                      | SDPK                                                     |                                                          |                                          |                                          |            |
| 24.º                                                                                               |                                                          |                                                          | Muhammetkaliy Abulgaziyev Мухамметкалый Абылгазиев (n. 1955) | 19 de abril de 2018                                      | 15 de junio de 2020                                      | Indep.                                                   |                                                          |                                          |                                          |            |
| 25.º                                                                                               |                                                          |                                                          | Kubatbek Boronov Кубатбек Боронов; (n. 1964)                 | 17 de junio de 2020                                      | 6 de octubre de 2020                                     | Indep.                                                   |                                                          |                                          |                                          |            |
| 25.º                                                                                               | 2020 (anulados)                                          |                                                          | Kubatbek Boronov Кубатбек Боронов; (n. 1964)                 | 17 de junio de 2020                                      | 6 de octubre de 2020                                     | Indep.                                                   |                                                          |                                          |                                          |            |
| -                                                                                                  |                                                          |                                                          | Sapar Isakov Сапар Исаков (n. 1977)                          | 6 de octubre de 2020                                     | 10 de octubre de 2020                                    | SDPK                                                     | 2015                                                     |                                          |                                          |            |
| 26.º                                                                                               |                                                          | 10 de octubre de 2020                                    | Sapar Isakov Сапар Исаков (n. 1977)                          | 14 de noviembre de 2020                                  |                                                          | SDPK                                                     | 2015                                                     | Sadyr Zhaparov interino (2020)           |                                          |            |
| -                                                                                                  |                                                          |                                                          | Artem Novikov Артём Но́виков (n. 1987)                        | 14 de noviembre de 2020                                  | 3 de febrero de 2021                                     | Indep.                                                   | 2015                                                     |                                          | Talant Mamytov interino (2020-2021)      |            |
| -                                                                                                  |                                                          | Sadyr Zhaparov (2021- )                                  | Artem Novikov Артём Но́виков (n. 1987)                        | 14 de noviembre de 2020                                  | 3 de febrero de 2021                                     | Indep.                                                   | 2015                                                     |                                          |                                          |            |
| 27.º                                                                                               |                                                          |                                                          | Ulukbek Maripov Улукбек Марипов (n. 1979)                    | 3 de febrero de 2021                                     | 5 de mayo de 2021                                        | Indep.                                                   | 2015                                                     |                                          |                                          |            |
| Presidente del Gabinete de Ministros de la República de Kirguistán (sistema parlamentario)         |                                                          |                                                          |                                                              |                                                          |                                                          |                                                          | 2015                                                     |                                          |                                          |            |
| 27.º                                                                                               |                                                          |                                                          | Ulukbek Maripov Улукбек Марипов (n. 1979)                    | 5 de mayo de 2021                                        | 12 de octubre de 2021                                    | Indep.                                                   | 2015                                                     |                                          |                                          |            |
| 28.º                                                                                               |                                                          |                                                          | Akylbek Japarov Акылбек Жапаров (n. 1964)                    | 12 de octubre de 2021                                    | 16 de diciembre de 2024                                  | Ar-Namys                                                 | 2015                                                     |                                          |                                          |            |
| 28.º                                                                                               | 2021                                                     |                                                          | Akylbek Japarov Акылбек Жапаров (n. 1964)                    | 12 de octubre de 2021                                    | 16 de diciembre de 2024                                  | Ar-Namys                                                 |                                                          |                                          |                                          |            |
| 29.º                                                                                               |                                                          |                                                          | Adylbek Kasymaliev Адылбек Касымалиев (n. 1960)              | 16 de diciembre de 2024                                  | en el cargo                                              | Indep.                                                   |                                                          |                                          |                                          |            |